# Le Fil qui chante
Le Fil qui chante est la soixante-et-onzième histoire de la série Lucky Luke par Morris et René Goscinny. Elle est publiée pour la première fois du no 1468 au no 1472 du journal Paris Match, puis sous forme d'album en 1977 aux éditions Dargaud. C'est le dernier album de Lucky Luke auquel Goscinny participa, sa mort survenant l'année de sa publication (bien que certaines histoires inédites sortiront à titre posthumes au cours des prochains albums, dont La ballade des Dalton et Daisy Town).

## Univers

### Synopsis
| \| Carson City Salt Lake City Omaha \| Villes devant être reliées dans l'album. |
| Carson City Salt Lake City Omaha                                                |

Cent mille dollars seront offerts à la ville qui construira le plus rapidement une ligne télégraphique jusqu'à Salt Lake City. Les villes de Carson City à l'ouest et d'Omaha à l'est relèvent le défi. Mais les sabotages de l'équipe adverse et les attaques d'Indiens ralentiront quelque peu les pionniers du fil qui chante, dont fait partie Lucky Luke.

### Personnages
- Lucky Luke : membre du Pony Express depuis sa création il y a un an (voir l'album Le Pony Express). Apprenant la construction du télégraphe, il se joint à James Gamble.
- James Gamble : ingénieur très optimiste chargé d'installer le télégraphe entre Carson City et Salt Lake City.
- Bradwell : chef de l'équipe qui part d'Omaha et qui entend bien empocher la prime promise à celui qui arrivera en premier à Salt Lake City.
- Sparks : employé du télégraphe qui fait partie de l'équipe de Gamble.
- Pots : cuisinier de l'équipe de Gamble.
- Épervier Malingre : Indien engagé par Gamble afin que les tribus indiennes laissent passer le télégraphe.
- Samuel Shoebrand : planteur de poteaux.

## Historique
- Buffalo Bill apparait dans une case au début de l'histoire.
- Le président des États-Unis Abraham Lincoln est apparu au début de l'album de bande dessinée.
- Le président de la Western Union, Hiram Sibley, apparait au début de l'album.
- James Gamble et Edward Creighton étaient bien les deux ingénieurs chargés de l'ultime jonction du télégraphe.
- Washakie, chef de la tribu des Shoshones, apparait dans l'histoire. Il s'est d'abord opposé à l'installation du télégraphe avant d'y être favorable.
- Brigham Young est apparu à la fin de l'album de bande dessinée.
- Le président de la cour de Californie, Stephen J. Field, apparait en fin d'histoire. Le télégramme qu'il envoie à Abraham Lincoln est d'ailleurs authentique.

## Publication

### Album
Éditions Dargaud, no 15, 1977.

## Adaptation
Cet album a été adapté dans la série animée Lucky Luke, diffusée pour la première fois en 1984.

## Sources
- www.bedetheque.com, « Lucky Luke » (consulté le 11 août 2008)
- www.lucky-luke.com, « Lucky Luke » (consulté le 11 août 2008)
- www.fandeluckyluke.com, « Le Fil qui chante » (consulté le 11 août 2008)